# José Herrada
José Herrada López é um ciclista espanhol nascido a 1 de outubro de 1985 na localidade de Mota del Cuervo em Cuenca (Espanha). Atualmente corre para a equipa Profissional Continental Cofidis, Solutions Crédits.
Estreiou como profissional em 2006 com a equipa Viña Magna-Cropu. O seu irmão Jesús também é também ciclista profissional da Cofidis, Solutions Crédits.

## Palmarés
2007
- 1 etapa do Tour de l'Avenir

2010
- 1 etapa da Volta a Portugal
- Cinturó de l'Empordá, mais 1 etapa

2015
- Klasika Primavera

## Resultados em Grandes Voltas e Campeonatos do Mundo
| Carreira           | 2006 | 2007 | 2008 | 2009 | 2010 | 2011 | 2012 | 2013 | 2014 | 2015 | 2016 | 2017 | 2018 | 2019 |
| ------------------ | ---- | ---- | ---- | ---- | ---- | ---- | ---- | ---- | ---- | ---- | ---- | ---- | ---- | ---- |
| Giro d'Italia      | -    | -    | -    | -    | -    | -    | 44º  | 24º  | 23º  | -    | 62º  | 61º  | -    | -    |
| Tour de France     | -    | -    | -    | -    | -    | -    | -    | -    | -    | 65º  | -    | -    | -    | -    |
| Volta a Espanha    | -    | -    | -    | -    | -    | -    | -    | 12º  | 32º  | -    | 91º  | -    | 57º  | -    |
| Mundial em Estrada | -    | -    | -    | -    | -    | -    | -    | Ab.  | -    | -    | -    | -    | -    | -    |

## Equipas
- Viña Magna-Cropu (2006-2007)
- Contentpolis (2008-2009)
  - Contentpolis-Múrcia (2008)
  - Contentpolis-AMPO (2009)
- Caja Rural (2010-2011)
- Movistar Team (2012-2017)
- Cofidis (2018-)